# Marathon Rotterdam 2013

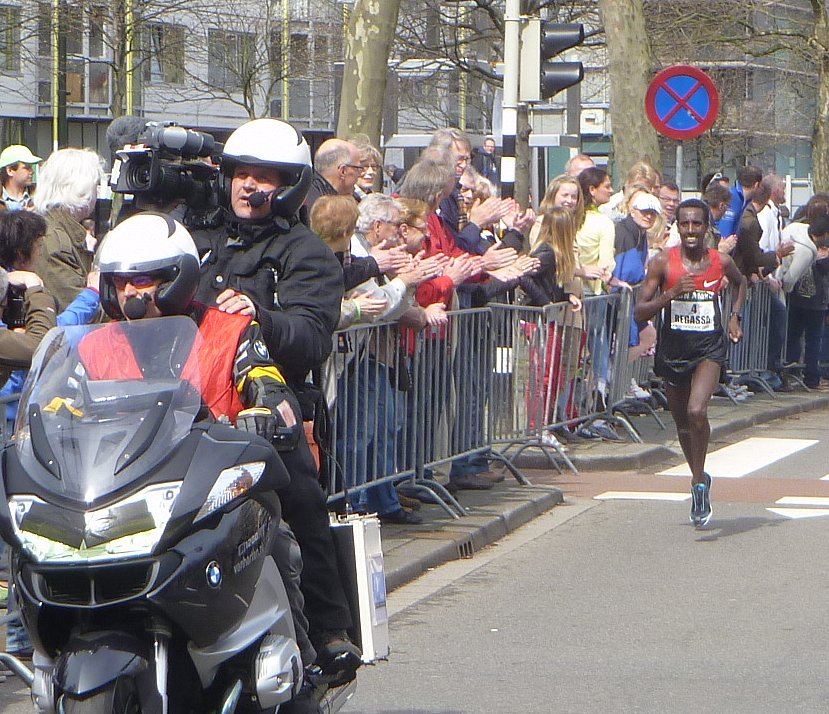
Tilahun Regassa aan kop in de editie van 2013

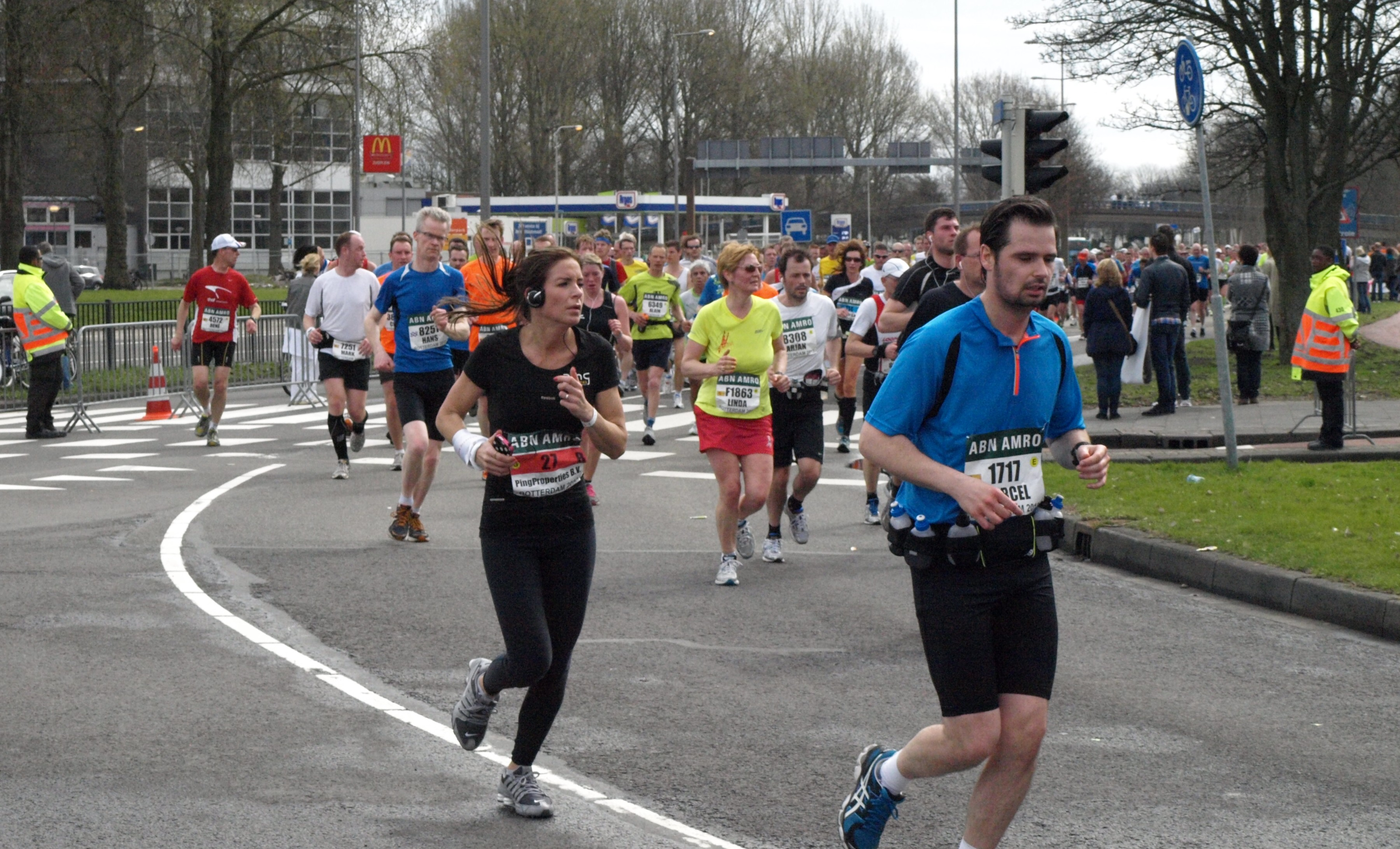
Hoek Vaanweg/Zuiderparkweg (16 km)

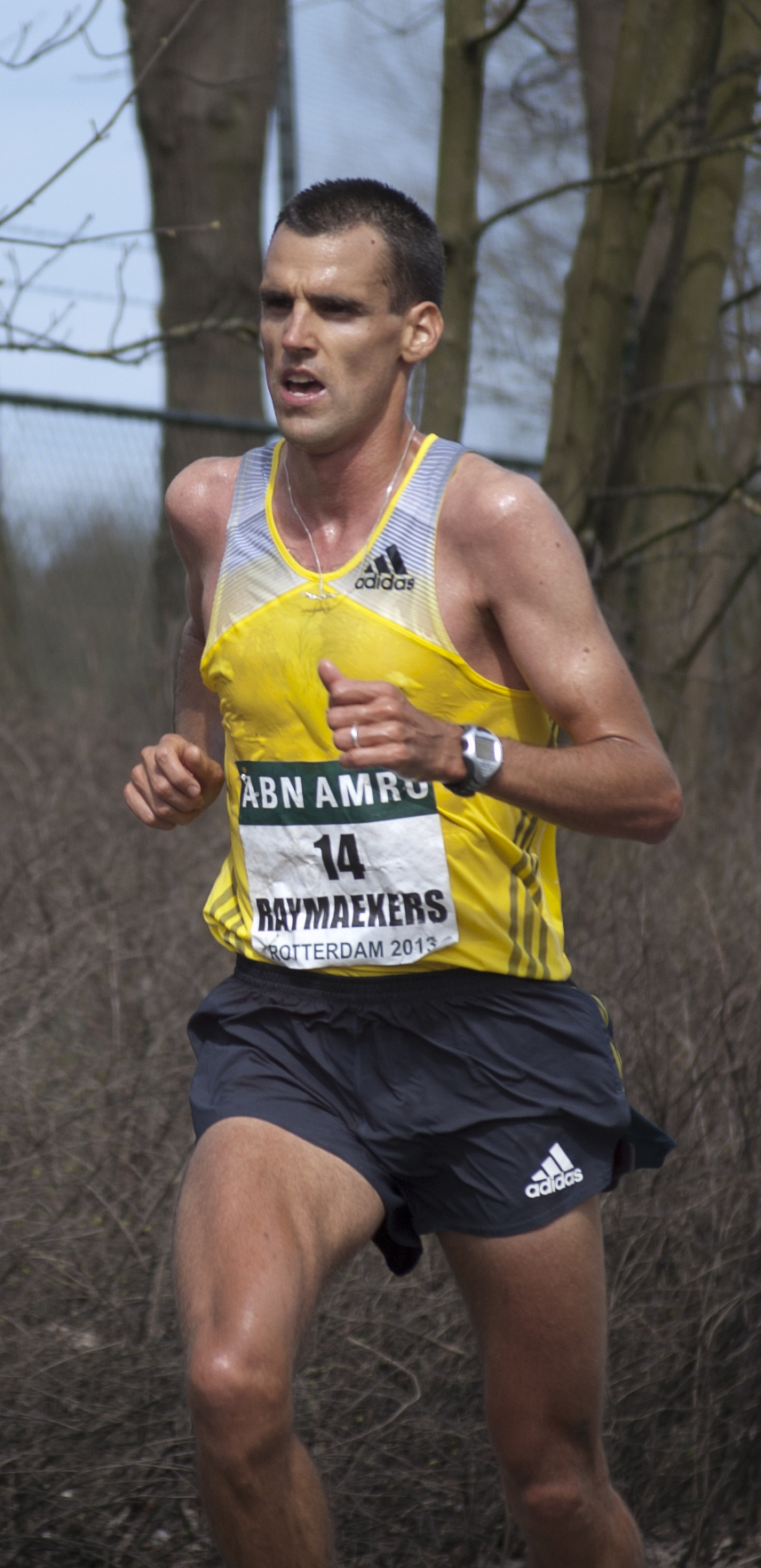
Koen Raymaekers

De ABN AMRO Marathon Rotterdam 2013 werd gelopen op zondag 14 april 2013. Het was de 33e editie van deze marathon. Naast de hele afstand was er ook een loop over 5 km en 10 km en diverse kinderlopen.
Na een lange koude periode vond het evenement plaats onder warme omstandigheden, maximaal 20 graden voor de toplopers tot 22 graden voor de recreanten. Met name het tweede deel van de race was te warm om een toptijd op de klokken te krijgen op de Coolsingel. Na de 10 km (29.23) en halve marathon (1:02.05) waren er in de mannenrace nog dertien lopers bij elkaar, waaronder vijf hazen. De laatste twee hazen loodsten de kopgroep langs de 30 km in 1:28.20. De wedstrijd werd uiteindelijk gewonnen door Tilahun Regassa uit Ethiopië, die na een tempoversnelling op het 35 kilometerpunt de leiding van de wedstrijd in handen kreeg. Hij had meer dan een minuut voorsprong op zijn landgenoot Getu Feleke. Sammy Kitware finishte als snelste Keniaan op een derde plaats. De eerst aankomende Nederlander was Koen Raymaekers; hij finishte als achtste in 2:12.09. Met name het tweede deel van de race moest hij toegeven aan de geplande finishtijd van 2 uur en 10 minuten. Michel Butter finishte op een tiende plaats in 2:13.25. Butter kreeg last van kramp en was genoodzaakt het looptempo te verlagen.
Bij de vrouwen won de Keniaanse Jemima Jelagat in 2:23.27. De tot Nederlandse genaturaliseerde Hilda Kibet werd derde in 2:26.42.
In totaal schreven 10.679 deelnemers zich in voor de marathon en wisten 8342 de eindstreep te behalen.

## Wedstrijd

### Mannen
| rang | naam                     | land | tijd    |
| ---- | ------------------------ | ---- | ------- |
| 1    | Tilahun Regassa          | ETH  | 2:05.38 |
| 2    | Getu Feleke              | ETH  | 2:06.45 |
| 3    | Sammy Kitwara            | KEN  | 2:07.22 |
| 4    | Geoffrey Kamworor        | KEN  | 2:09.12 |
| 5    | John Mwangangi           | KEN  | 2:09.32 |
| 6    | Assefa Bentayehu         | ETH  | 2:09.35 |
| 7    | Augustine Rono           | KEN  | 2:11.41 |
| 8    | Koen Raymaekers          | NED  | 2:12.09 |
| 9    | Edwin Kipchirchir Kemboi | KEN  | 2:12.58 |
| 10   | Michel Butter            | NED  | 2:13.25 |
| 11   | Abraham Kiplimo          | UGA  | 2:13.32 |
| 12   | Willem Van Schuerbeeck   | BEL  | 2:15.32 |
| 13   | Alebachew Debas Wale     | ETH  | 2:15.37 |
| 14   | Zohar Zimro              | ISR  | 2:16.50 |
| 15   | Mike Morgan              | USA  | 2:17.05 |
| 16   | Oystein Sylta            | NOR  | 2:17.45 |
| 17   | Cedric Pelissier         | FRA  | 2:18.42 |
| 18   | Weva Brihun              | ISR  | 2:19.22 |
| 19   | Ronald Schröer           | NED  | 2:19.29 |
| 20   | Joe Symonds              | GBR  | 2:20.54 |

### Vrouwen
| rang | naam               | land | tijd    |
| ---- | ------------------ | ---- | ------- |
| 1    | Jemima Jelagat     | KEN  | 2:23.27 |
| 2    | Abebech Afework    | ETH  | 2:23.59 |
| 3    | Hilda Kibet        | NED  | 2:26.42 |
| 4    | Alessandra Aguilar | ESP  | 2:29.04 |
| 5    | Merkuria Aberume   | ETH  | 2:29.04 |
| 6    | Makda Harun        | ETH  | 2:31.59 |
| 7    | Tone Hjalmarsen    | NOR  | 2:35.21 |
| 8    | Simona Maxim       | BEL  | 2:37.07 |
| 9    | Barbara Sanchez    | IRL  | 2:38.41 |
| 10   | Stefanie Bouma     | NED  | 2:42.08 |

1981 ·
1982 ·
1983 ·
1984 ·
1985 ·
1986 ·
1987 ·
1988 ·
1989 ·
1990 ·
1991 ·
1992 ·
1993 ·
1994 ·
1995 ·
1996 ·
1997 ·
1998 ·
1999 ·
2000 ·
2001 ·
2002 ·
2003 ·
2004 ·
2005 ·
2006 ·
2007 ·
2008 ·
2009 ·
2010 ·
2011 ·
2012 ·
2013 ·
2014 ·
2015 ·
2016 ·
2017 ·
2018 ·
2019 ·
2020 ·
2021 ·
2022 ·
2023 ·
2024